# Northumbrio
El northumbrio fue un dialecto del inglés antiguo hablado en al Reino de Northumbria. Junto con el kéntico, el sajón occidental y el merciano, forma una de las subcategorías del inglés antiguo utilizada por los investigadores actuales.
Este dialecto se hablaba desde el Humber, en la actualidad en Inglaterra hasta el Fiordo de Forth, en Escocia. Durante las invasiones vikingas del siglo IX, Northumbria recibió la influencia de las lenguas de los invasores vikingos.

## Historia
Los textos en anglosajón más antiguos fueron escritos en northumbrio: son el Himno de Caedmon y la Canción de la Muerte de Beda. Otras obras, incluyendo el volumen de las obras de Caedmon se han perdido. Otros ejemplos de este dialecto son los fragmentos de El Sueño de la Cruz grabados con runas sobre la Cruz de Ruthwell. También en nortumbrio se encuentran el Leiden Riddle y las glosas en los Lindisfarne Gospels (mediados del siglo X).
La invasión vikinga forzó la división del dialecto en dos. El nortumbrio meridional estaba muy influenciado por el nórdico mientras que el septentrional no sólo mantenía un gran número de palabras en inglés antiguo (reemplazadas en el sur por palabras nórdicas) sino que también tuvo una gran influencia en el desarrollo del inglés en el norte de Inglaterra, especialmente en los dialecto del nordeste de Inglaterra y de Escocia. La división norte-sur se dio alrededor del río Tees.

## El Padrenuestro
Ejemplos de la literatura más antigua en inglés incluyen la oración cristiana del Padrenuestro en inglés antiguo de cerca del año 650, la cual empieza con "Faeder ure, Thu the eart on heofonum,". Algunas tradiciones de Northumbria y de Escocia dicen /uːr ˈfeðər/ o /uːr ˈfɪðər/"padre nuestro" y [ðuː eːrt] "thou art".
FADER USÆR ðu arðin heofnu 

Sie gehalgad NOMA ÐIN.

Tocymeð RÍC ÐIN.

Sie WILLO ÐIN

suæ is in heofne and in eorðo.

HLAF USERNE of'wistlic sel ús todæg,

and f'gef us SCYLDA USRA,

suæ uoe f'gefon SCYLDGUM USUM.

And ne inlæd usih in costunge,

ah is in heofne and in eorðo.